# Arrondissement Gex
Das Arrondissement Gex ist eine Verwaltungseinheit des Départements Ain in der französischen Region Auvergne-Rhône-Alpes. Unterpräfektur ist Gex.
Im Arrondissement liegen drei Wahlkreise (Kantone) und 27 Gemeinden.
Das Arrondissement Gex entspricht etwa dem Pays de Gex.

## Wahlkreise
- Kanton Gex
- Kanton Saint-Genis-Pouilly
- Kanton Thoiry

## Gemeinden
Das Arrondissement Gex umfasst folgende Gemeinden:
| 1. Cessy (01071)                   | 2. Challex (01078)          | 3. Chevry (01103)            | 4. Chézery-Forens (01104)       |
| 5. Collonges (01109)               | 6. Crozet (01135)           | 7. Divonne-les-Bains (01143) | 8. Échenevex (01153)            |
| 9. Farges (01158)                  | 10. Ferney-Voltaire (01160) | 11. Gex (01173)              | 12. Grilly (01180)              |
| 13. Léaz (01209)                   | 14. Lélex (01210)           | 15. Mijoux (01247)           | 16. Ornex (01281)               |
| 17. Péron (01288)                  | 18. Pougny (01308)          | 19. Prévessin-Moëns (01313)  | 20. Saint-Genis-Pouilly (01354) |
| 21. Saint-Jean-de-Gonville (01360) | 22. Sauverny (01397)        | 23. Ségny (01399)            | 24. Sergy (01401)               |
| 25. Thoiry (01419)                 | 26. Versonnex (01435)       | 27. Vesancy (01436)          |                                 |

## Neuordnung der Arrondissements 2017

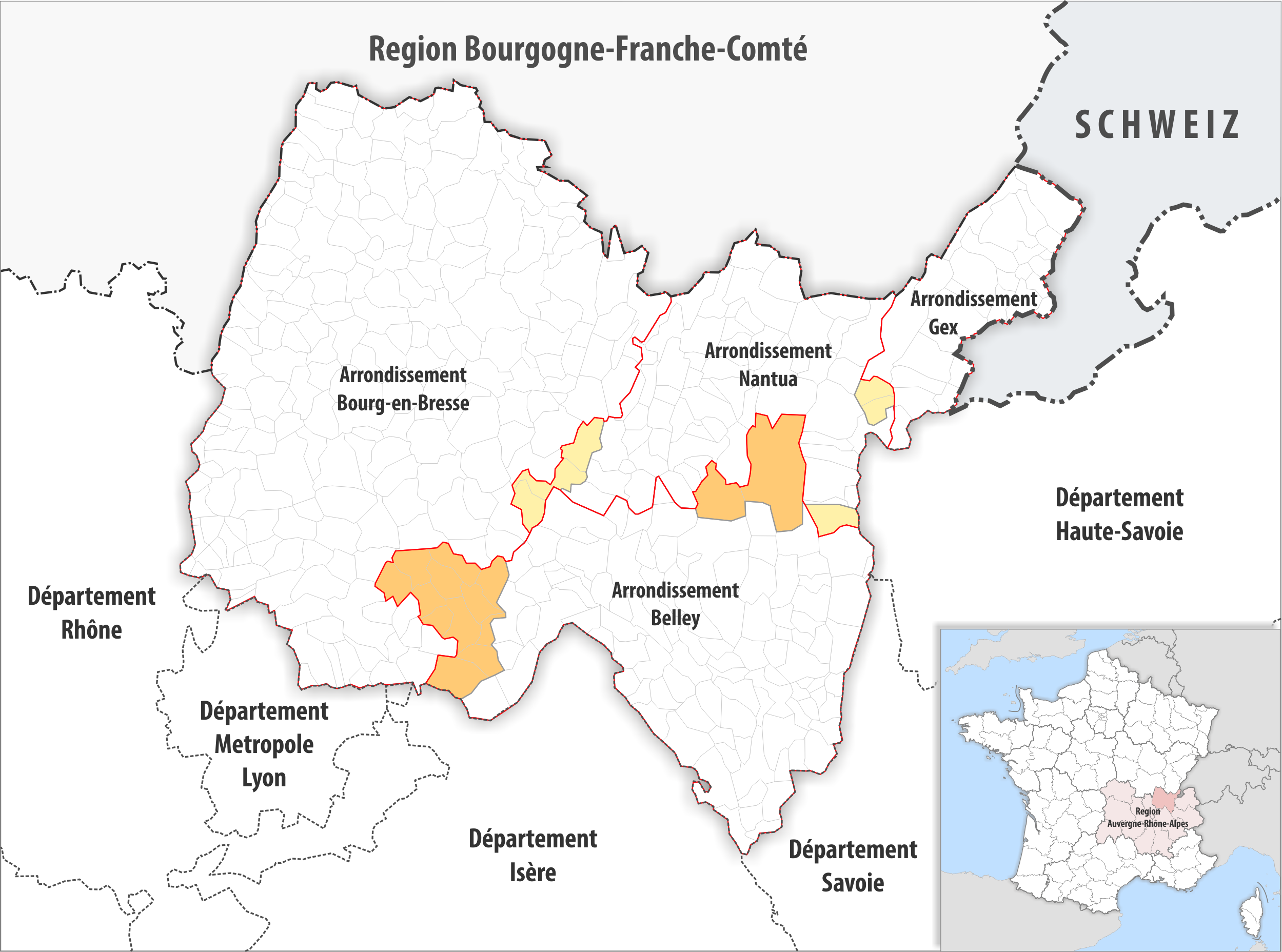
Arrondissementsanpassungen im Jahr 2017

Durch die Neuordnung der Arrondissements im Jahr 2017 wurden die zwei Gemeinden Confort und Lancrans dem Arrondissement Nantua zugewiesen.
Koordinaten: 46° 19′ N, 6° 3′ O